# Hugo Milch

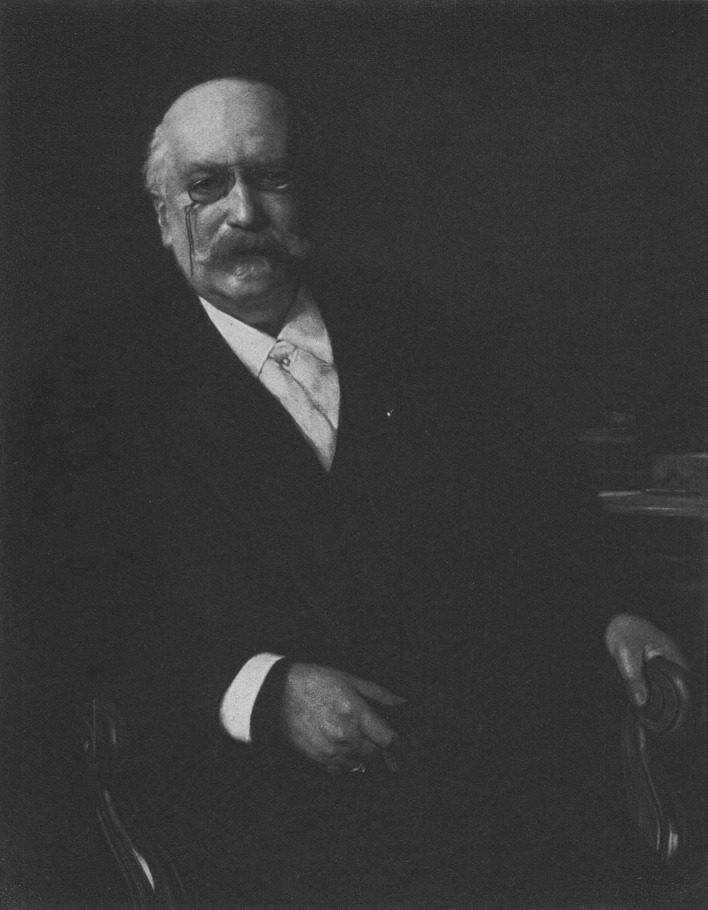
Hugo Milch

Ehrenplakette des Schlesischen Museums für Kunstgeschichte und Altertümer und des Schlesischen Altertumsvereins

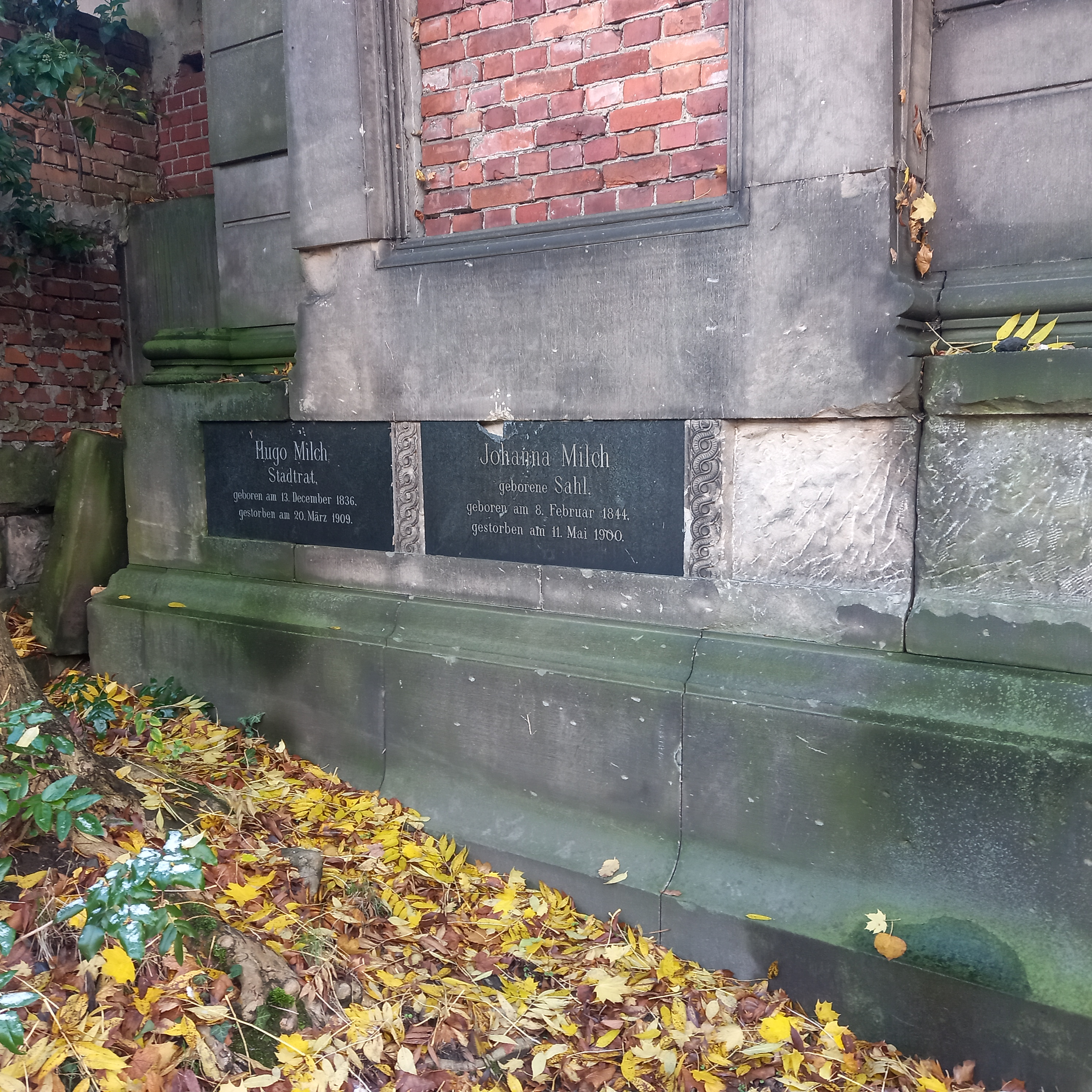
Das Grab von Hugo Milch und seiner Ehefrau Johanna geborene Sahl auf dem Alten Jüdischen Friedhof in Breslau

Hugo Milch (* 13. Dezember 1836 in Breslau, Preußen; † 20. März 1909 in Wölfelsgrund) war ein deutscher Bankmanager und Kommunalpolitiker.

## Leben und Wirken
Hugo Milch besuchte von 1845 bis 1854 das Gymnasium St. Elisabeth seiner Heimatstadt und studierte die Rechte von 1854 bis 1857 an den Universitäten Breslau und Berlin. Anschließend bereitete er sich auf den juristischen Staatsdienst vor. Er absolvierte die große juristische Staatsprüfung und war von 1862 bis 1872 Gerichtsassessor zumeist am königlichen Stadtgericht Breslau.
1872 schied er aus dem Staatsdienst aus und wurde Vorstandsmitglied der Schlesischen Boden-Kredit-Aktien-Bank, später deren Direktor.
Hugo Milch saß er im Aufsichtsrat des Schlesischen Bankvereins, der Schlesischen Feuerversicherungs-Gesellschaft und der chemischen Fabrik Moritz Milch & Co. (seines Bruders). Bereits seit 1864 war er Kommerzienrat der Fränckelschen Stiftung, was er bis zu seinem Tode blieb.
Ab 1887 war er für etwa vier Jahre Vorsitzender der Synagogengemeinde. Er saß im Präsidium und wurde 1909 Ehrenmitglied der Schlesischen Gesellschaft für vaterländische Kultur. Milch war von 1875 bis 1889 Mitglied der Stadtverordneten-Versammlung und wurde anschließend unbesoldeter Stadtrat. Außerdem war er Mitglied des Schlesischen Provinziallandtages.

## Privates
Im März 1909 verstarb Milch im Alter von 72 Jahren in Wölfelsgrund. Sein Sohn Ludwig Milch wurde Mineraloge und Geologe. Sein Sohn Friedrich Albert Milch (1870–1966) heiratete 1896 Elisabeth Freund, Tochter des Breslauer Stadtverordnetenvorstehers Wilhelm Salomon Freund.